# Быстрец Чёрный
Быстрец Чёрный — река в России, протекает в Воскресенском районе Нижегородской области. Устье реки находится в 8,4 км по левому берегу реки Быстрец. Длина реки составляет 11 км.
Река вытекает из озера Изъяр в болоте Большое в 34 км к юго-западу от посёлка Воскресенское. По комплексу болот в районе истока реки проходит водораздел Ветлуги и Керженца. Река течёт на северо-восток, впадает в Быстрец около деревни Клюкино.

## Данные водного реестра
По данным государственного водного реестра России относится к Верхневолжскому бассейновому округу, водохозяйственный участок реки — Ветлуга от города Ветлуга и до устья, речной подбассейн реки — Волга от впадения Оки до Куйбышевского водохранилища (без бассейна Суры). Речной бассейн реки — (Верхняя) Волга до Куйбышевского водохранилища (без бассейна Оки).
Код объекта в государственном водном реестре — 08010400212110000043786.